# Трусевич Микола Олександрович
Микола Олександрович Трусевич  (рос. Николай Александрович Трусевич; нар. 22 листопада (5 грудня) 1909, Одеса — пом. 24 лютого 1943, Київ) — український радянський футболіст. Воротар, грав за «Харчовик» (Одеса), «Динамо» (Одеса) та «Динамо» (Київ).

## Життєпис
Основний воротар київського «Динамо» у другій половині 30-х років. Срібний призер першого клубного чемпіонату Радянського Союзу.
Учасник матчів в окупованому Києві в 1942 році (з 7 червня по 16 серпня) в складі команди «Старт», зібраної з гравців київських клубів «Динамо» і «Локомотива».
У чемпіонатах СРСР 65 матчів і в 1941 — 8 ігор. Дворазовий призер чемпіонату СРСР 1936 (весна), 1937. Учасник переможного матчу зі збірною клубів Туреччини (1936), тріумфу збірної УРСР в матчі з «Ред Стар» (Париж) в 1935 році, матчу зі збірною Басконії (1937). В опитуванні «Футболіст року України» посів третє місце серед кращих футболістів 1935 року.
Заарештували за крадіжку хліба з хлібзаводу. Розстріляний 24 лютого 1943 року в Сирецькому концтаборі разом з іншими футболістами «Динамо» — Іваном Кузьменком та Олексієм Клименком.
Увійшов до числа найкращих футболістів Одеси XX століття[джерело?].

## У літературі
- П. Сєвєров, Н. Халемський. «Останній поєдинок» (1959) — Микола Трусевич.

## У кінематографі
- «Третій тайм» (1962) — актор Геннадій Юхтін.
- «Матч» (2012) — Сергій Безруков.